# 고트프리트 질버만

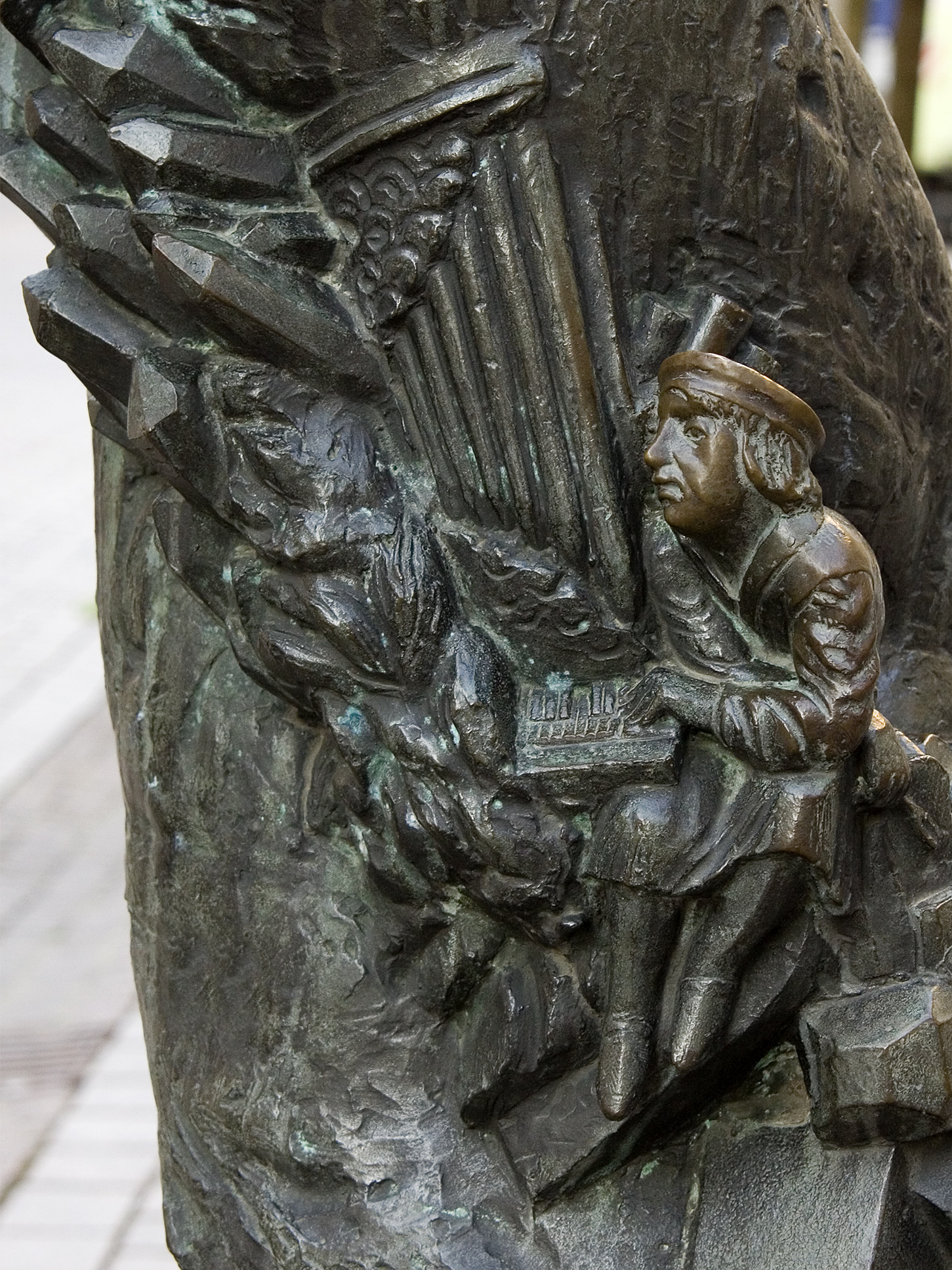

고트프리드 실버만 Gottfried Silbermann  (1683년 1월 14일 – 1753년 8월 4일)은 하프시코드, 클라비코드, 오르간 및 포르테 피아노와 같은 건반 악기의 독일 제작자였다. 그는 Kleinbobritzsch에서 태어나 스트라스부르에 있는 그의 형제로부터 오르간 제작을 배웠다. 1711 년 프라이부르크에서 독자적인 워크숍을 열고, 1723년 프레드릭 1세부터 Königlich Polnischen und Churfürstlich Sächsischen Hof- und Landorgelmachers" 의 타이틀을 받고 고트프리드 실버만은 약 50 개의 오르간을 설계하고 제작했다. Hofkirche 오르간과 프라이부르크 대성당의 오르간은 그의 가장 위대한 작품으로 간주된다.
실버만은 피아노 역사의 중심 인물이기도했다. 그는 최초의 독일 포르테 피아노를 만들어 이후의 건축가들에게 바르톨로메오 크리스토포리(피아노 발명가)의 중요한 아이디어를 전달했다. 요한 하인리히 제들러의 유니버설 – 어휘의 증거에 따르면 실버만의 첫 번째 피아노는 1732년에 지어졌다. 1740 년대에 프로이센의 푸드릭 대왕은 질버맨의 피아노를 알고 일부를 구입했다. 그는 실버만 포르테 피아노를 연주하고있는 카를 필리프 에마누엘 바흐를 고용하여이 특정 포르테 피아노 모델을 위해 음악을 썼다. 그들은 또한 요한 세바스티안 바흐가 포츠담을 방문했을 때 연주했다. 두 번째 방문 동안 실버만 피아노가 바흐를 만났다. "완전한 승인 (völlige Gutheißung)" 실버만의 피아노 중 두 대는 오늘날 포츠담에 있는 프레드릭의 궁전에 여전히 있다. 게르 마니 쉬 국립 박물관에도 원래 실버만 피아노가 있다. 2020 년에 폴 맥널티는 말콤 빌슨을 위해 고트프리드 실버만의 1749 악기를 복사했다. 최근에는 질버만의 1749년 악기가 사본을 만드는 모델로 사용된다.